# Трофимовщинське сільське поселення
Трофи́мовщинське сільське поселення (рос. Трофимовщинское сельское поселение) — муніципальне утворення у складі Ромодановського району Мордовії, Росія. Адміністративний центр — село Трофимовщина.

## Історія
Станом на 2002 рік існували Трофимовщинська сільська рада (село Трофимовщина, присілки Грабовка, Киселіха, Княжиха, Нова Карачиха, Стара Карачиха) та Урішкинська сільська рада (село Урішка, присілок Шильниково).
17 травня 2018 року було ліквідовано Урішкинське сільське поселення, його територія увійшла до складу Трофимовщинського сільського поселення.

## Населення
Населення — 899 осіб (2019, 1084 у 2010, 1368 у 2002).

## Склад
До складу поселення входять такі населені пункти:
| Населений пункт          | Населення, осіб (2002) | Населення, осіб (2010) |
| ------------------------ | ---------------------- | ---------------------- |
| Грабовка, присілок       | 1                      | 0                      |
| Киселіха, присілок       | 62                     | 43                     |
| Княжиха, присілок        | 7                      | 2                      |
| Нова Карачиха, присілок  | 29                     | 17                     |
| Стара Карачиха, присілок | 37                     | 19                     |
| Трофимовщина, село       | 730                    | 624                    |
| Урішка, село             | 498                    | 379                    |
| Шильниково, присілок     | 4                      | 0                      |